# 이예원 (골프 선수)
이예원(2003년 2월 13일~)은 대한민국의 골프 선수이다. 메디힐 소속으로 활동하고 있다.